# إسلام بلا ضفاف

إسلام بلا ضفاف (يوسف إدريس) 1989

إسلام بلا ضفاف كتاب للكاتب الدكتور يوسف إدريس صدر عن الهيئة المصرية العامة للكتاب  ضمن سلسلة "إنسانيات" التابعة لمكتبة الأسرة، عام 1989  في 300 صفحة. والكتاب يضم عددا من المقالات التي تتحدث عن الإسلام؛ ليوضح لنا المؤلف من خلالها وجهة نظره الخاصة في الكثير من القضايا الملحة التي ارتبطت بالإسلام السياسي  مثل: تطبيق الشريعة الإسلامية، والجماعات المتعصبة والعلمانيين، إلى غير ذلك من القضايا التي شغلت الحياة المصرية في ثمانينيات القرن الماضي. يقول يوسف إدريس في مقدمته لهذا الكتاب: "كلمة لابد منها لأني أخشى أن يتصور من يقتني هذا الكتاب - دون اطلاع على محتوياته - أنني أتخذ العقيدة الإسلامية السمحاء، موضوعا كاملا متكاملا للكتاب كله. عشمي إذن ألا يخيب أمل القارئ الذي يقترف الكتاب وكأنه - معاذ الله - مرجع إسلامي. فأنا أعرف قدري وأعرف ديني وأعرف أني حين أتعرض لإسلامنا الحنيف إنما أتعرض له ككاتب يعمل بقضايا الإنسان المصري والعربي والمسلم بشكل عام.

## محتوى الكتاب
كلمة لا بدّ منها - عمرة كاتب - العلم الإسلامي والعلم الغربي في العلم الإسلامي ظهر العباقرة الموسوعيين بينما في الغرب لم يظهر عباقرة شموليون - لماذا أسلم جارودي؟ - إسلام بلا ضفاف - جارودي ووعود الإسلام - إسلام نعم … ولكن - هل الإسلام ضد القومية؟ - أوجه الصدام بين الإسلام والقومية العربية - لا تلطموا الخدود - البحث عن التراب الخماسيني - موتونا وريحونا - على هامش الحرائق النفطية - تيبس المفاصل الفكرية والإرادية - خريف البطريرك وصيفنا - جولة في عقول القراء - الجائزة رقم 40 مليون - التلوث الذممي - باب الخلق وباب العدالة - في صالون العقاد - القطاع الخاص الجديد - النديم الكتاب -(عمّان- دمشق -القاهرة)- خطاب من كاتب نجدي - ذلك الرجل المحير للبرية - لماذا يخسرنا؟ ولماذا نخسره؟ - العرب على شفا هاوية - الهزيمة الثالثة - لماذا لم يفعلوا هذا؟ - أسرع يا بني وصوّر – الموهبة - حتما سأكتب قصتها - الرأس والحل والنظام.

## كلمة لابد منها
يبدأ الدكتور يوسف إدريس كتابه بهذا الفصل ويقول: «لا بد منها لأني أخشى أن يتصور من يقتني هذا الكتاب - دون اطلاع على محتوياته – أن يعتقد أنني أتخذ العقيدة الإسلامية السمحاء. موضوعًا كاملا متكاملًا للكتاب كله. ولكن الأمر ليس كذلك، فحقيقةٌ هناك مواد كثيرة من أبواب هذا الكتاب تتحدث عن الإسلام؛ وأكتب من خلالها وجهة نظري في كثير من الأوضاع الإسلامية التي فرضت نفسها على القراء والكُتّابٍ جميعًاء ولكنها مجرد وجهة نظر كاتب في موضوع الساعة. الإسلام وتطبيق الشريعة والجماعات المتعصبة والعالميّين والعلميّين وكل تلك القضايا التي أصبحت الشغل الشاغل لأي متعامل مع القلم إذا كان كاتبّا ومع الورق إذا كان قارئاً. عشمي إذن ألا يَخيب أملْ القارئ الذي يقترف الكتاب وكأنه - مّعاذ الله - مرجع إسلامي، فأنا أعرف قدري وأعرف ديني وأعرف أنى حين أتعرّض لإسلامنا الحنيف إنما أتعرض له ككاتب يعمل بقضايا الإنسان المصري والعربي والمسلم بشكل عام؛ القضايا الحياتية والسياسية والاجتماعية والثقافية والفكرية. ومن هنا ولهذا السبب. جاءت محتويات الكتاب الأخرى ولكني لا أبادر بنشر هذه المجموعة المتجانسة من المقالات لهذا السبب وحده، ففي العام الماضي صدر لي كتاب اعتبره القراء والنقاد كتاباً هاماً اسمه:» فقر الفكر وفكر الفقر«وكان من الطبيعي لكتاب يتعرّض لفقرنا الفكري والثقافي أن يتحدث أيضًا عن فقرنا في مجالٍ أهمّ عمل فكري يقوم به الإنسان؛ عقيدته وعلاقته بخالقه وفي هذا الاتجاه استعرضت مناقشًا آراء كثيرة يدعو لها عالمُّنا الإسلامى الكبير، وداعيتنا فضيلة الشيخ محمد متولي الشعراوي استعرضتها لأناقشها وأحدد موقفي من محتواها العلمي والفكري»، وتنتهي كلمة الدكتور إدريس التي لابد منها وهو يكتب: «أحببت أن أجمع آرائي هنا، وآراء غيري؛ ليتضح لنا كم ضيَقنا بفقرنا الفكري إسلاما عظيما بلا ضفاف، يضم - أو لا بُد أن يضم - البشريةَ جمعاء، بل والجنس البشري كله وليبارك المولى خطواتنا ويعاملنا - جل شأنه - بنوايانا، إنه سميع مجيب» يوسف إدريس.

## نقد وتعليقات
قال رجاء النقاش في مقال بصحيفة الأهرام عن خلفيات عمرة يوسف إدريس: «كنت قد ذهبت مع عدد من الكتاب والصحفيين المصريين لأداء العمرة.... وفي الجزء المعروف باسم الروضة الشريفة، والذي يقع بين المنبر النبوي وقبر الرسول رأيت الكاتب الكبير يوسف إدريس يقف وحده أمام قبر الرسول وهو يبكي.... وفي اللحظة التي كان فيها يوسف إدريس يبكي بدموع حقيقية غزيرة، وجدت أحدهم يقترب مني ويهمس في أذني: انظر إلي هذه الدموع الكاذبة في عيون يوسف إدريس.. إن يوسف يساري معروف، وأهل اليسار لا يؤمنون بالدين، ولاشك أن يوسف إدريس له هدف آخر من وراء هذه الدموع، فهو إنسان ذكي وقادر علي التمثيل الجيد من أجل تحقيق أهدافه الخاصة.... حاولت أن ألتزم بكل ما يمكنني من ضبط النفس، احتراما للمكان المقدس الذي نحن فيه، وهو المسجد النبوي الشريف قلت لهذا الشخص: إنني علي العكس أثق بدموع يوسف إدريس، وأثق بأنه صادق كل الصدق، فانظر إليه، وهو يقف وحيدا لا يكاد يشعر بالزحام الذي يحيط به، ولا يلتفت إلي غيره.. وأدرك من يحدثني أنني غاضب ومنفعل ضده بشدة، فانصرف عني».
كتبت صحيفة الشروق في أول أكتوبر 2012: «يشعر القارئ أن مؤلف الكتب  يعيش اللحظة الراهنة بيننا،  ويعاني مشاكل ما بعد ثورة الخامس والعشرين من يناير، وهي سمة الكتابة الفكرية الأصيلة التي تطرح الأسئلة الدوارة. يكتشف القراء بعد الانتهاء من قراءة الكتاب أننا بفقرنا الفكري أسأنا إلى إسلامنا العظيم الذي هو بلا ضفاف، وسنكتشف أيضًا أنه علينا أن نعمل عقلنا في كل ما يعرض علينا من القضايا الملحة، حتى نصبح جديرين بأن نكون مسلمين. يقول يوسف إدريس في مقدمة الكتاب:» إنني أتخذ العقيدة الإسلامية السمحاء، موضوعًا كاملا متكاملا للكتاب كله، عشمي إذن ألا يخيب أمل القارئ الذي يقترف الكتاب وكأنه - معاذ الله - مرجع إسلامي، يضيف: «إني أعرف قدري وأعرف ديني وأعرف أني حين أتعرض لإسلامنا الحنيف، إنما أتعرض له ككاتب يعمل بقضايا الإنسان المصري والعربي والمسلم بشكل عام».
كتب محمد سعد في صحيفة الأهرام بتاريخ 26 يونيو 2012  مقالة تحت عنوان «غارودى.. إسلام بلا ضفاف.. وانحياز للإنسان» جاء فيها: «نوع الإسلام الذي انفتح عليه غارودي كان إسلاماً منحازاً للإنسانية، إسلام يستوعب ولا يقصى ولا يطرد وجوهر الدرس هو أن علينا ألا نحيل الأشياء إلى مطلقات يخضع لها الناس».
يتذكر حمدي عبد الرحيم على موقع «أصوات أونلاين» في 3 يونيو 2019: «يعد كتاب إدريس» إسلام بلا ضفاف«من كتبه القليلة التي لم تحصد ما تستحقه من متابعة ودراسة، ربما لأن كاتب الكتاب هو يوسف إدريس، الذي يظن كثيرون أن أمر الإسلام كله لا يعنيه من قريب أو بعيد. فالرجل يساري عتيد، ومشاغباته للفهم العام للدين موجودة بكثرة في قصصه، ومشاكساته لعلماء الدين أشهر من أن نعيد التذكير بها. وعلى الرغم من ذلك كتب إدريس» اسلام بلا ضفاف«وهو سلسلة مقالات موضوعها العام الإسلام في عمومياته، دون الدخول في تفاصيل معقدة لم يكن الرجل يسمح لنفسه بمناقشتها في مقالات كتبها لعموم القراء. يهمني هنا الوقوف عند فصل حمل عنوان» عمرة كاتب«نعم يوسف إدريس أدى العمرة وبكى بدموع حارة ظن أن رصيده منها قد نفد.... نحن ـ العوام، نذهب إلى الحج أو العمرة، وليس في تفكيرنا غير ذواتنا التي نبتهل لله أن يخلصها من ذنوبها، أما إدريس - شأن الأدباء - ذهب إلى العمرة بأفكاره هو الخاصة التي لا يستطيع التخلص منها.... واضحٌ أن الرجل محملٌ بأفكار مركبة لن يستطيع تجاهلها أو القفز فوقها.... يقول إدريس:» وأنا مستغرق في دعائي لنفسي ولأسرتى وحتى لأصدقائي، هبط على خاطر كأنما هو منزّل من أعلى عليين، وماذا يا يوسف لو استجاب الله لدعائك وحفظ عليك صحتك وعلى أسرتك سعادتها وعلى أصدقائك حياتهم، أهذا هو منتهى الوصول؟ ما فائدة أن تحل البركة والخير على تلك المجموعة الصغيرة من الناس، في مجتمع يعانى، وبين مصريين يتحملون ما لا طاقة لهم به؟«، لقد عاد إدريس إلى طينته الأولى، وهى تلك الطينة التي تتحلى بها النفوس العظيمة، فهى طينة الإمام الحسين بن علي عليهما الرضوان، الذي صرخ ذات يوم:» إني لاستنكف أن أكون حرًا بين عبيد«. هؤلاء مسكونون بهموم جامعة، هموم الرقي ببني الإنسان، أن يعيشوا أحرارًا في مجتمع حر، لا أن يتمتعوا هم فقط بالحرية. هل سمعت أحدًا يدعو في هذا المقام ألا يرزقه الله وغيره جائع ؟ نعم سمعنا إدريس وسمعنا قبله الإمام الحسين، وسمعنا كل حر يتوق إلى غد جميل مشرق عادل».
كتب بدر عبد الله المديرس في صحيفة الوطن الكويتية بتاريخ أول يناير 2022: «ما قاله الكاتب الكبير الراحل الدكتور يوسف ادريس رحمة الله عليه عن الكويت في كتابه» إسلام بلا ضفاف«بإعجابه بالكويتيين بإنصافهم بطيب الكلام وهذه شهادة نعتز بها بحق الكويت والكويتيين من الكاتب الكبير الراحل الدكتور يوسف إدريس قال الحقيقة عن الكويت والكويتيين».

## وصلات خارجية
https://alqarii.com/reviews/2661-sl-m-bl-df-f إسلام بلا ضفاف
https://gate.ahram.org.eg/News/257259.aspx إسلام بلا ضفاف
https://gate.ahram.org.eg/News/257259.aspx إسلام بلا ضفاف
https://www.goodreads.com/book/show/7242699 إسلام بلا ضفاف